# Schistomitra funeralis
Schistomitra funeralis är en fjärilsart som beskrevs av Butler 1881. Schistomitra funeralis ingår i släktet Schistomitra och familjen Epicopeiidae. Inga underarter finns listade i Catalogue of Life.